# Jean-Joseph Allemand
Jean-Joseph Allemand (Marsiglia, 27 dicembre 1772 – Marsiglia, 10 aprile 1836) è stato un presbitero francese, fondatore dell'Istituto dell'Opera della Gioventù.

## Biografia
Allemand decise di diventare sacerdote in piena rivoluzione francese: studiò clandestinamente e venne ordinato segretamente nel 1798.
Nei primi anni del XIX secolo iniziò a dedicarsi all'apostolato tra i giovani: i primi quattro ragazzi raccolti vennero ospitati in una povera mansarda e nel 1820 ebbe come sede una fattoria alla periferia di Marsiglia. A coronamento della sua esperienza, nel 1821 fondò una congregazione di fratelli laici per la direzione dell'opera.
La congregazione del Sacro Cuore di Gesù di Joseph-Marie Timon David sorse come ramo clericale dell'opera, ma si sviluppò autonomamente.
Allemand morì nel 1836. Fu un'eminente guida spirituale ma non lasciò scritti di spiritualità.